# Инталинський сільський округ (Каркаралінський район)
Интали́нський сільський округ (каз. Ынталы ауылдық округі, рос. Ынталинский сельский округ) — адміністративна одиниця у складі Каркаралінського району Карагандинської області Казахстану. Адміністративний центр та єдиний населений пункт — село Интали.
Населення — 564 особи (2021; 801 у 2009, 1106 у 1999, 1494 у 1989).
Станом на 1989 рік існувала Инталинська сільська рада (села Дубовка, Интали, Новостройка, селище Роз'їзд № 5).

## Склад
До складу округу входять такі населені пункти:
| Населений пункт             | Населення, осіб (1989) | Населення, осіб (1999) | Населення, осіб (2009) | Населення, осіб (2021) |
| --------------------------- | ---------------------- | ---------------------- | ---------------------- | ---------------------- |
| Дубовка, село               | 97                     | 4                      | -                      | -                      |
| Интали, село                | 1243                   | 1092                   | 801                    | 564                    |
| Новостройка, село           | 108                    | 10                     | -                      | -                      |
| Роз'їзд 5, станційне селище | 46                     | -                      | -                      | -                      |